# Veliki Suvodol
Veliki Suvodol (en serbe cyrillique : Велики Суводол) est un village de Serbie situé dans la municipalité de Pirot, district de Pirot. Au recensement de 2011, il comptait 401 habitants.

## Démographie
| 1948  | 1953  | 1961  | 1971 | 1981 | 1991 | 2002 | 2011 |
| ----- | ----- | ----- | ---- | ---- | ---- | ---- | ---- |
| 1 246 | 1 156 | 1 009 | 808  | 752  | 614  | 523  | 401  |

|  |